# Stanley, Derbyshire
Stanley är en by i Derbyshire i England. Byn är belägen 7,9 km 
från Derby. Orten har 768 invånare (2015). Byn nämndes i Domedagsboken (Domesday Book) år 1086, och kallades då Stanlei.